# Mike Thompson
Charles Michael "Mike" Thompson, född 24 januari 1951 i St. Helena, Kalifornien, är en amerikansk demokratisk politiker. Han är ledamot av USA:s representanthus sedan 1999.
Thompson gick i skola i St. Helena High School i Kalifornien. Han tjänstgjorde i USA:s armé 1969–1972 under Vietnamkriget. Han studerade sedan vid California State University. Han avlade 1982 kandidatexamen och 1996 masterexamen. Han var ledamot av delstatens senat 1990–1998.
Kongressledamot Frank Riggs kandiderade inte till omval i kongressvalet 1998. Thompson vann valet och efterträdde Riggs i representanthuset i januari 1999.